# Gustaw Czerwik
Gustaw Czerwik (ur. 4 lutego 1948 w Osówce) – polski ślusarz i polityk, poseł na Sejm PRL VIII kadencji.

## Życiorys
W 1965 wstąpił do Związku Młodzieży Socjalistycznej, a w 1970 do Polskiej Zjednoczonej Partii Robotniczej. Uzyskał wykształcenie średnie zawodowe. Był ślusarzem w Fabryce Maszyn Budowlanych i Lokomotyw „Bumar-Fablok” w Chrzanowie. W 1979 został członkiem egzekutywy OO PZPR, był też członkiem Plenum Komitetu Zakładowego partii. W latach 1980–1985 pełnił mandat posła na Sejm PRL VIII kadencji w okręgu Tychy. Zasiadał w Komisji Budownictwa i Przemysłu Materiałów Budowlanych, Komisji Przemysłu Ciężkiego, Maszynowego i Hutnictwa oraz w Komisji Przemysłu.
W wyborach samorządowych w 2006 bez powodzenia kandydował do rady miasta Chrzanów z listy Towarzystwa Przyjaciół Ziemi Chrzanowskiej.